# McLaren MP4/7A
El McLaren MP4/7A fue un monoplaza de Fórmula 1 diseñado por McLaren para competir en la temporada 1992 de Fórmula 1 y sucesor de su exitoso MP4/6 de 1991. 

## Historia
La combinación Williams-Renault se estaba volviendo más rápida y confiable y se convirtió en un formidable rival para el dominio de McLaren. McLaren utilizó el chasis MP4/6, ahora denominado MP4/6B para una aerodinámica del alerón delantero ligeramente modificada, para las dos primeras carreras de 1992. Se esperaba el nuevo MP4/7A para el Gran Premio de España, la cuarta carrera del año. Sin embargo, debido a la velocidad de Williams en las pruebas de pretemporada (así como a su dominio en las dos primeras rondas de la temporada), el director del equipo McLaren, Ron Dennis, tomó la decisión de sacar el coche una carrera antes, en el Gran Premio de Brasil. Esto fue un mes antes de lo esperado.

## Diseño
Este fue el primer McLaren en utilizar una transmisión semiautomática; era un embrague electrohidráulico diseñado por McLaren y una unidad de cambio de paletas con activación semiautomática (una transmisión semiautomática había sido probada durante la temporada anterior con el MP4/6 y estaba en la pista durante los entrenamientos para el Gran Premio de Hungría de 1991, pero el equipo decidió conservar la transmisión manual original de ese auto durante todo su uso en competencia). El socio tecnológico del equipo, Techniques d'Avant Garde (TAG), ayudó con el desarrollo. Este sistema permitía al conductor mantener el pie en el pedal, sin levantarlo, ya que el cable del acelerador fue sustituido por un sensor electrónico. También controlaba automáticamente la velocidad del motor, la adaptación de revoluciones y el accionamiento del embrague durante los cambios de marcha. El MP4/7A también ganó control de tracción en el Gran Premio de Hungría.
Una variante del coche, denominada MP4/7B, que presentaba un sistema de suspensión activa experimental, se introdujo en las pruebas para el Gran Premio de Portugal de ese año, aunque resultó insuficientemente fiable y no se utilizó durante el resto de la temporada de 1992. Sin embargo, el sistema se utilizaría en el reemplazo del MP4/7A, el MP4/8 de 1993.
Con Honda retirándose de la Fórmula 1 al final de la temporada 1992 (después de 69 victorias como proveedor de motores desde 1983, 44 de ellas con McLaren), el equipo se vería obligado a utilizar motores Ford V8 en 1993, por lo que el MP4/7A fue el último McLaren en utilizar los motores japoneses hasta que se renovó la asociación con McLaren Honda antes de la temporada 2015; El fracaso de esa asociación para producir un monoplaza ganador de carreras significa que el MP4/7A sigue siendo el último monoplaza de McLaren con motor Honda en ganar un Gran Premio.

## Resumen de la temporada
Por primera vez desde 1987, McLaren no logró capturar el título del Campeonato de Constructores o de Pilotos. Por lo tanto, era la primera vez que el equipo no lograba ganar el campeonato con motor Honda, ya que los años 1988 a 1991 habían sido exitosos en este sentido. Si bien el MP4/7A demostró que era capaz de seguir el ritmo del Williams FW14B en línea recta en varias ocasiones, la suspensión activa del Williams le permitió utilizar mejor su paquete aerodinámico, relegando así al McLaren con suspensión pasiva al estado de "mejor del resto". El MP4/7A también sufrió problemas iniciales desde el principio: tanto Senna como Berger abandonaron la carrera de debut del coche en Brasil por problemas eléctricos. El campeón defensor Senna también sufrió tres abandonos consecutivos a mitad de temporada, acabando efectivamente con cualquier esperanza que pudiera haber tenido de defender su título. Los pilotos registraron cinco victorias en Grandes Premios: tres para Ayrton Senna, en su quinta temporada con el equipo, y dos para Gerhard Berger en su tercera y última temporada con McLaren antes de regresar a Ferrari en 1993.

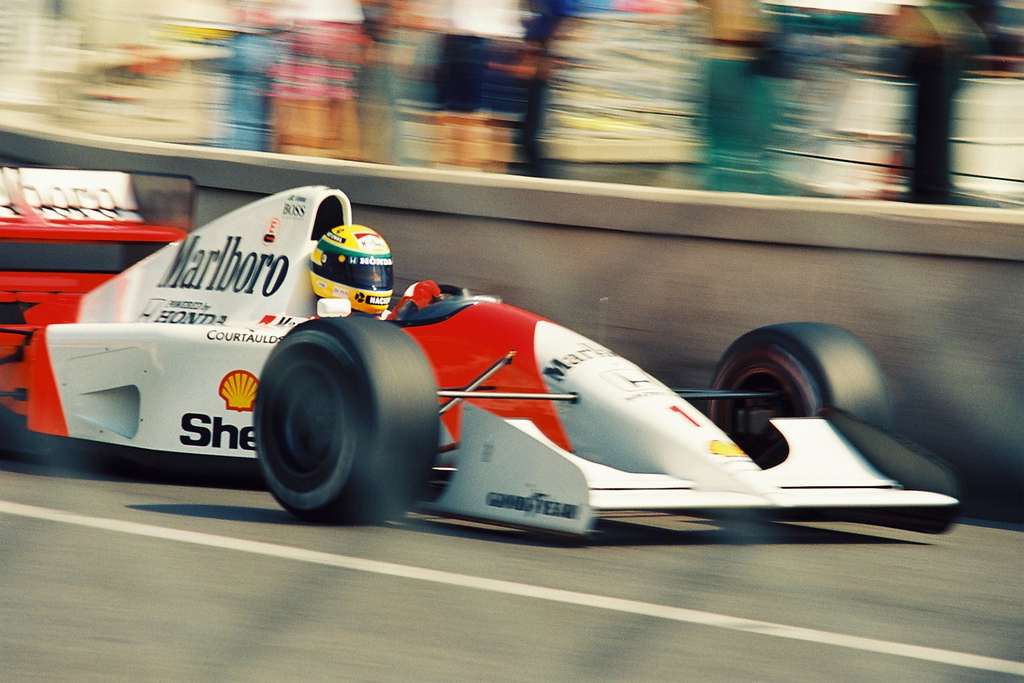
Ayrton Senna conduciendo el MP4/7A en el Gran Premio de Mónaco de 1992.
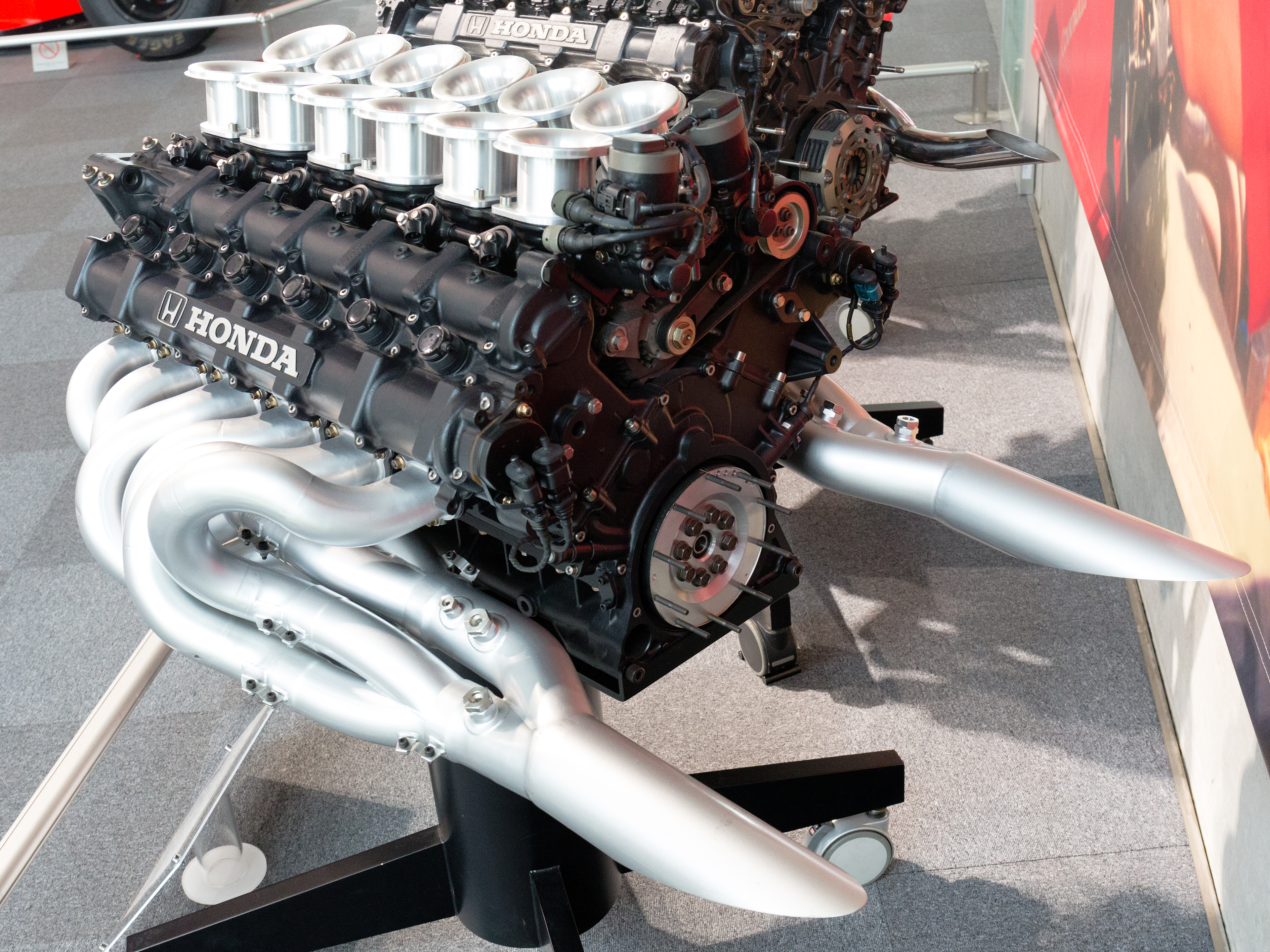
El motor Honda RA122E V12.
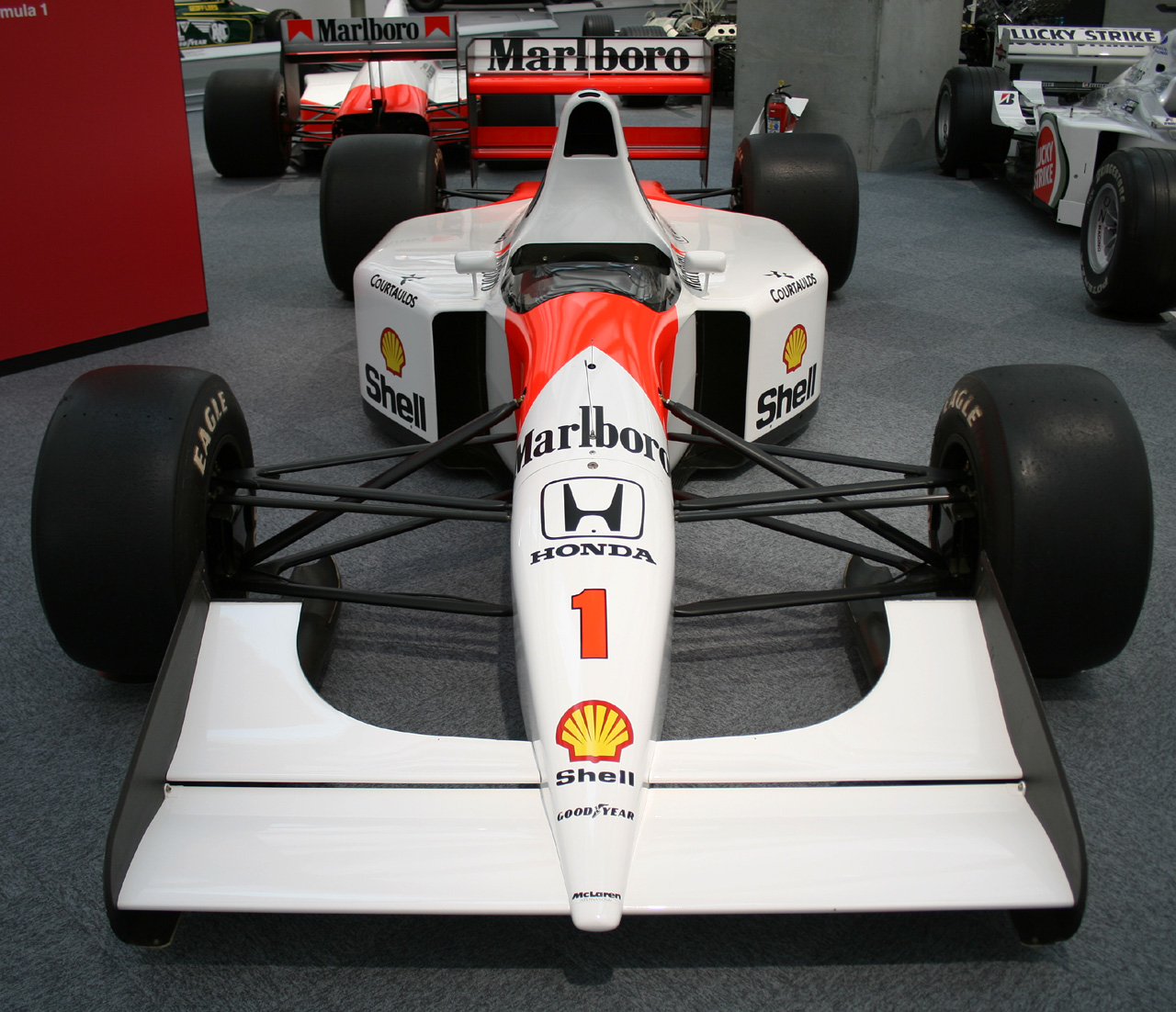
McLaren MP4-7 vista frontal Honda Collection Hall
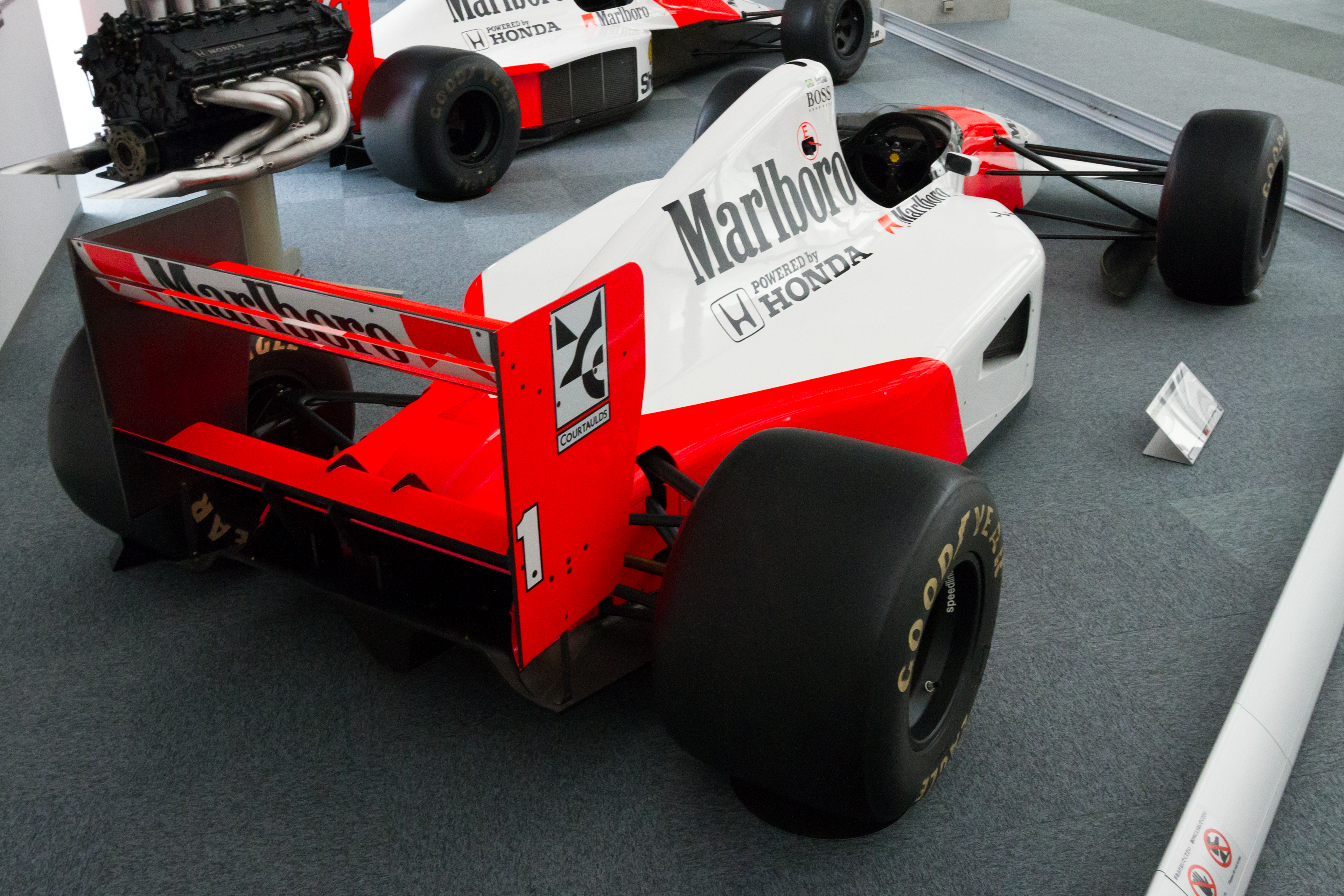
McLaren MP4-7 trasero derecho Honda Collection Hall
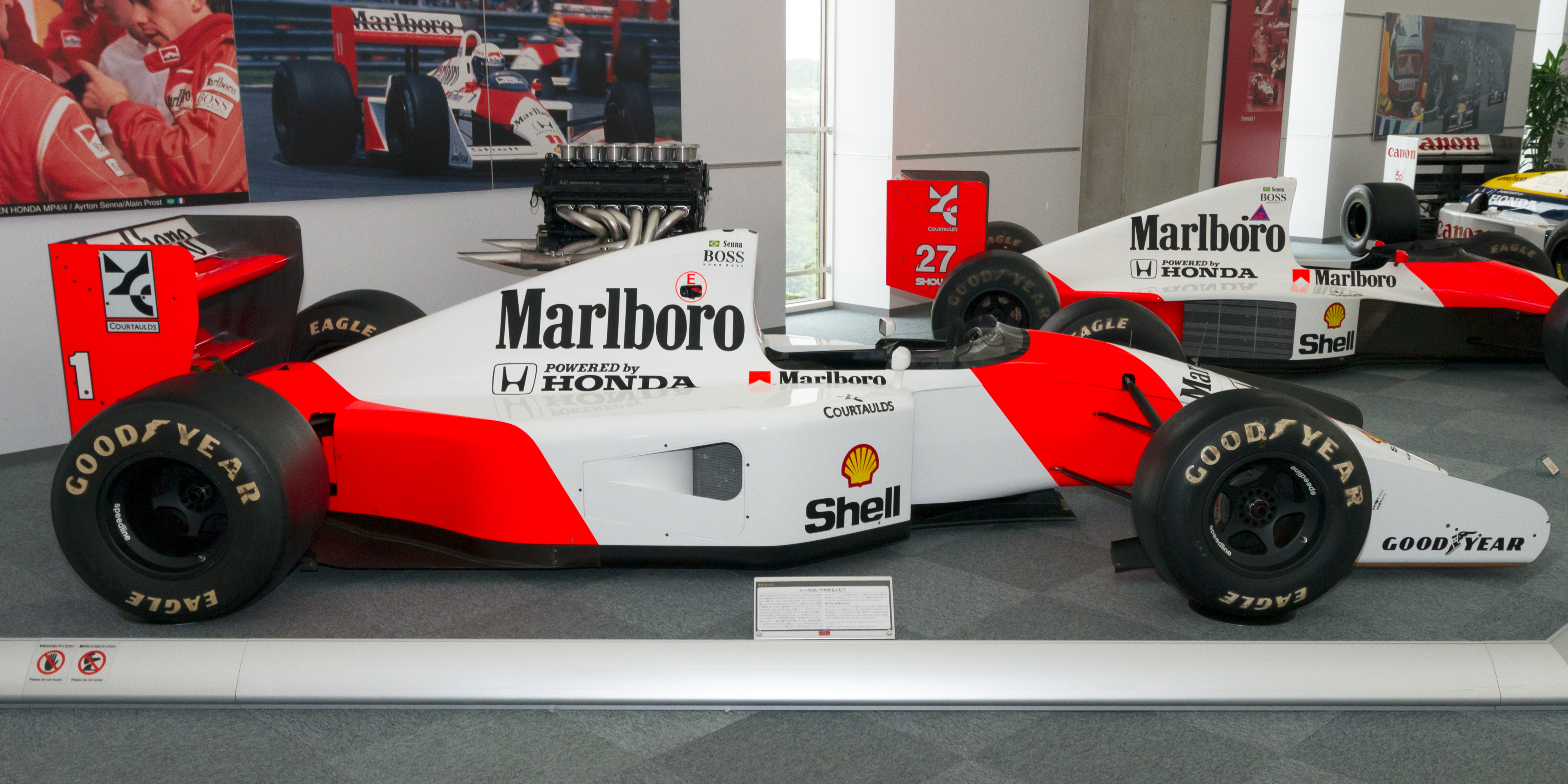
McLaren MP4-7 derecha Honda Collection Hall Honda

## Resultados
(Clave) (negrita indica pole position) (cursiva indica vuelta rápida)

| Año     | Motor     | Neu. | N.º | Pilotos        | 1   | 2   | 3   | 4   | 5   | 6   | 7   | 8   | 9   | 10  | 11  | 12  | 13  | 14  | 15  | 16  | Puntos | Pos. |
| ------- | --------- | ---- | --- | -------------- | --- | --- | --- | --- | --- | --- | --- | --- | --- | --- | --- | --- | --- | --- | --- | --- | ------ | ---- |
| 1992    | Honda V12 | G    |     |                | RSA | MEX | BRA | ESP | SMR | MON | CAN | FRA | GBR | GER | HUN | BEL | ITA | POR | JPN | AUS | 99*    | 2.º  |
| 1992    | Honda V12 | G    | 1   | Ayrton Senna   |     |     | Ret | 9   | 3   | 1   | Ret | Ret | Ret | 2   | 1   | 5   | 1   | 3   | Ret | Ret | 99*    | 2.º  |
| 1992    | Honda V12 | G    | 2   | Gerhard Berger |     |     | Ret | 4   | Ret | Ret | 1   | Ret | 5   | Ret | 3   | Ret | 4   | 2   | 2   | 1   | 99*    | 2.º  |
| Fuente: |           |      |     |                |     |     |     |     |     |     |     |     |     |     |     |     |     |     |     |     |        |      |

- * 9 puntos obtenidos con el MP4/6.